# فرودگاه قارص
فرودگاه قارص (به انگلیسی: Kars Airport) (به زبان بومی: Kars Havaalanı) یک فرودگاه همگانی با کد یاتا KSY است که یک باند فرود بتن دارد و طول باند آن ۳۵۰۰ متر است. این فرودگاه در شهر قارص کشور ترکیه قرار دارد و در ارتفاع ۱۷۹۵ متری از سطح دریا واقع شده است.

## شرکت‌های هواپیمایی و مقصدهای پروازی
| شرکت‌های هواپیمایی                  | مقصدهای پروازی       |
| ---------------------------------- | -------------------- |
| پگاسوس ایرلاینز                    | صبیحه گوکچن          |
| سان اکسپرس                         | عدنان مندرس          |
| ترکیش ایرلاینز                     | آتاترک               |
| ترکیش ایرلاینز اجرا توسط آنادولوجت | اسن‌بوغا، صبیحه گوکچن |